# 가와사키 조선소
가와사키 조선소(川崎造船所)는 효고현 고베시에 설립된 조선소와 그 조선소에서 발전한 기업(주식회사 가와사키 조선소)이다. 조선소는 가와사키 조선 고베 공장의 전신이며, 거기에서 발전한 기업은 가와사키 중공업 주식회사(카와사키)의 전신에 해당한다.
이 항목에서는 가와사키 조선소의 창업에서부터 1945년 종전까지의 연혁을 중심으로 기술한다.

## 개요

### 고베 조선소의 사정
가와사키 조선소가 있는 고베는 1869년 〈효고 제철소〉(이후 ‘관영 효고 조선소’)가 설립되는 등 근대 조선 산업이 번성한 땅이었다. 이 조선소는 가가 번사에 속하는 무사들 3명에 의해 폐쇄되었다가 나나오 조선소(가가번)가 설비를 넘겨받아, 효고 가와사키의 바닷가(히가시 쵸)에 설립했다.
1869년에 개설된 ‘발칸 철공소’를 1872년 공부성이 인수하여 공부성 제작 기숙사 <효고제작소>를 설치했다. ‘효고 제철소’는 같은 해에 공부성에 인수된 ‘효고제작소’와 합병했다. 효고 제작소는 1873년에 동 가와사키 초로 이전했다. 그리고 명칭을 「효고 공작분국」 「효고 조선국」이라고 변경하고 1885년 「효고 조선소」로 다시 개칭했다.

### 개인 경영의 시대
한편, 현대적 조선소의 필요를 느끼고 있었던 가와사키 쇼죠는 1878년에 도쿄 츠키지에 카와사키 츠키지 조선소를 세웠고, 이어 1881년에 고베 가와사키 효고 조선소를 설립했다. 당시는 아직 화선(和船)의 제한이 풀리지 않았기 때문에 경영이 어려워 그는 관에 공급하는 설탕에서 얻은 이익을 쏟아 부었다.
메이지 정부는 1880년에 관영 공장을 민간에 불하할 방침을 세웠는데 관영 효고 조선소는 1886년에 가와사키에 불하되었다. 시설 · 부지 모두 가와사키 효고 조선소보다 우수했기 때문에 가와사키 효고 조선소의 기능은 이곳에 두고, 이전된 관영 효고 조선소는 가와사키 조선소로 개칭되었다.
도쿄에 있던 가와사키 츠키지 조선소도 부지에 공장 확장의 여지가 없었고, 또한 경영상의 어려움도 있고 해서 2곳의 조선소를 유지하는 것은 어려웠기 때문에 폐쇄를 하고 공장은 고베에 집중시켰다.
가와사키 조선소는 현재의 고베 공장의 위치에 있을 때 선대 3개, 선가 2개의 시설을 가지고 철제 선박을 건조할 능력이 있었다. 관영 시대에 수주하여 건조중인 철제 선박도 그대로 이어져 경영을 도왔다. 1894년에 청일 전쟁이 발발하자 새로 만들 수선의 수요가 증가해서 가와사키 조선소의 사업을 확대했다.

### 주식회사 설립
향후 자금 조달을 강화하기 위해 1896년 10월 15일에 주식회사 가와사키 조선소가 설립되었다. 쇼죠의 아들 3명은 이미 사망하였고, 양자인 4남은 아직 10살이었기 때문에 후계자로 마쓰카타 마사요시의 3남인 마츠카타 코지로가 초대 사장이 되었다. 사장이 된 마츠카타는 적극적으로 시설 투자를 하고 염원이었던 드라이 도크를 1902년에 완성했다. 같은 해 새로운 조선대(Slipway)의 건설에도 착수하여 1905년 제1선대가 완성되었다. 그 후에도 계속 새로운 선대를 만들고 시설을 확장했다. 제 4선대를 갖춘 갠트리 크레인은 1912년에 준공했다. 1937년까지 8개의 선대를 설치하였고, 그 중 제6선대는 1941년에 철거되었으며, 1945년 종전이 될 때까지 7개의 선대를 갖추었다.
마츠카타는 해외에서 적극적으로 기술을 도입하였다. 실용화가 시작된 선박용 터빈은 1907년 국제 커티스 마린 터빈 사(International Curtis Marine Turbine Co.)와 특허에 대한 계약을 맺고 커티스식 터빈의 생산을 시작했다. 또한 1911년에 영국의 존 브라운 사(John Brown Co.)와 기술 제휴를 통해 브라운 커티스식 터빈을 제조하였다. 또한 같은 해 독일 MAN 사와 특허 계약을 체결하고 디젤 엔진을 제조하였다. 기타 1912년 초까지 총 17건의 해외 특허와 계약을 맺었다.
개인 경영의 시대는 일본 해군용으로는 목조 기뢰제거함 6척을 건조했을 뿐이었다. 회사 설립 이후 함정 건조가 본격화되었고, 1899년의 어뢰정 건조를 시작하여 구축함 등을 건조했다. 잠수함 건조도 일찍부터 시작하여, 1906년에는 일본 최초의 일본산 잠수함 (여섯째 잠수정)을 건조했다. 그 후에도 함정 건조를 계속하여 태평양 전쟁이 발발하자 항공모함을 건조할 수 있게 되었다. 참고로 전쟁이 끝날 때까지 전함과 항공모함을 건조한 일본 내 민간 조선소는 가와사키를 제외하고, 미쓰비시 중공업 나가사키 조선소 두 곳 밖에 없었다 (항공모함의 선체만의 만드는 곳은 두 곳이 더 있었다). 또한 잠수함을 건조하는 일본 내 민간 조선소도 여기와 미쓰비시 중공업 고베 조선소 밖에 없었고, 태평양 전쟁 중에 건조를 다룬 미쯔이 타마노 조선소 3곳뿐이었다.
또한 상선 건조도 순조롭게 수주했다. 제1차 세계 대전 때에는 대형 후쿠마루형 화물선을 재고 보트로 75척을 건조하고 큰 이익을 올렸다.

## 경영

### 경영 위기
1904년에서 러일 전쟁에도 신규 조선, 수리의 수요 증가에 쫓겼다. 그러나 전쟁이 끝난 뒤 불황이 오자 가와사키 조선소도 경영이 어려워져 1907년부터 1909년까지 직원을 반감시켰다. 1909년부터 정부의 조선업 보호 정책과 국제 정세의 호전에 따라 수주가 증가하고 실적이 회복되었다.
제1차 세계 대전이 끝나고 나서 불황이 왔을 때도 또 다시 경영 위기에 빠졌다. 이때는 1919년의 노동쟁의, 1922년에 워싱턴 군축 조약, 1923년의 관동대지진이 겹쳤다. 또한 1927년 금융 공황에 의해 주거래 은행 15개 은행이 임시 휴업하면서 자금 사정이 급격히 악화했다. 정부와 고베시의 원조로 직원 약 3,500명의 해고 휴업, 임원 보수 삭감, 마츠카타 가문과 가와사키 가문에서 사재를 출연하는 등을 통해 경영 재건을 시도했다. 또한 효고 공장을 분리하여 〈가와사키 차량〉으로 독립적 저당권을 설정하고, 본사 공장과 葺合공장을 담보로 대출을 받았다. 일본 제국 해군도 칸세이 본부에 임시함선 건조부를 설치하고 함정 건조를 계속할 수 있도록 도왔다.
그러나 미국 월스트리트에서 시작된 대공황으로 새로운 조선 수주가 더욱 감소하였고, 1931년에 화의를 신청해 승인을 받았으며, 1933년에 화의 성립 절차를 완료하였다. 회사 재건을 위해 3,260명의 인원을 정리하였고 사내에서는 경비 절감을 시도했다. 외부에서는 정부의 신규 발주 도움으로 상선 건조가 부활했고, 만주사변을 계기로 경기가 회복되자 회사의 재건은 궤도에 올랐다.

### 다각화
경영난이 오기 이전부터 조선 이외의 제품도 생산하고 있었다. 교량의 제조는 개인 경영 시대인 1887년부터 시작되었다. 관영 공장을 불하받은 시점에서 가와사키는 조선업에 집중했지만, 1900년의 금융 위기 이후 경기에 좌우되지 않는 분야를 개척하려 했고, 1906년에 철도 차량 제조업에 진출하기로 결정했다.
고베시 東尻池 (현재의 고베시 효고구 和田山通)의 땅에 1907년 새로운 공장을 지었다. 이곳에서는 철도 차량 외에 강철 주조로 만드는 교량의 부품을 만들었다. 이곳은 현재 가와사키 중공업 효고 공장이다. 철도 차량의 생산은 1928년 경영 위기 때 가와사키 차량 주식회사로 분사되었다. (1969년 가와사키 중공업에 다시 합병)
자동차 생산은 조선소 조기부 시대인 1918년에 시작되었다. 오사카 포병공창에서 군용 정식 자동 화물차를 시작해보라는 권장을 받아 2대를 완성했다. 1921년에는 효고에 공장을 지어 자동차부를 설립하였고, 팩커드(Packard)를 모범으로 하여 1톤 하중 트럭을 만들기 시작했다. 그후 비행기부를 거쳐 차량 부분이 되었고, 1929년 철도 차량 외에도 버스의 생산도 계획했다. 1931년에는 6기통 KW48 형 64ps와 KW43 형 60ps 8기통의 KP52 형태 66ps 4기통의 KB33형 24ps의 총 4종의 가솔린 엔진을 완성했다. 이듬해부터 KB33을 탑재한 1톤 적재 트럭 KT10형을 필두로 하여 2, 3, 4톤 적재 트럭과 다른 2톤 하중 6륜 섀시와 버스 차체도 생산하기 시작했다. 1933년에는 KP52 형태에 90ps 탑재하는 승용차도 완성하여 10대를 철도부와 육해군의 지휘관 차량으로 납품했다.
차명은 모두 ‘롯코 호’(六甲号)라고 칭했다. 그러나 1942년에 항공기의 증산을 위한 비즈니스 연속성을 포기하고 24년간 자동차 제조에 막을 내렸다. 롯코 호 생산 대수는 1932년부터 1936년까지 민수 240대와 군수 270대였고,1937년부터 1942년까지 민수 250대, 군수 3,670대를 더해 총 4,190대였다. 전후 이 경험은 버스 차체와 오토바이를 만드는데 활용된다.
1919년에는 가와사키 기선을 설립하고 해운업에 진출했다. 같은 해 다른 회사와 공동으로 출자하여 국제 기선을 설립했다. 이것은 제1차 세계 대전 중에 대량 건조하여 불량 재고로 남아 있던 재고 선박의 처분이 목적이었다.
항공기 분야는 1918년부터 참가했다. 1923년에 기후현 蘇原 마을 (현재의 가카미가하라시)에 기체 조립 공장을 완성했다. 1924년에 독일 도니 사의 비행정을 생산하고, 모든 금속 항공기 제조 기술을 도입했다. 군에서의 증산 요청에 응하기 위하여 1937년에는 〈가와사키 항공기 공업〉 주식회사를 설립하고 항공기 부문을 독립시켰다.
제강 분야는 1906년에 운하 분공장을 설치할 때 제강부를 만들고, 주조품 생산을 한 것으로부터 시작된다. 1916년에 효고 공장에 공장을 새로 만들어 봉강 등을 생산해 냈다. 또한 고베 葺合의 脇浜(현재 고베시 주오구)에 葺合 공장을 1917년에 완성, 중간 강판 두께의 강판 생산을 시작했다. 이 공장은 1920년에서 얇은 강판과 고장력 강판을 제조하기도 했다. 1937년에 이와테 현 쿠지 지방의 사철 제련을 위한 쿠지 제철소를 만들고 사철 선재 생산을 시작했다.
이 같은 경영의 다각화에 대응하여 1939년 12월 1일에 회사명을 가와사키 중공업 주식회사로 변경했다.

## 제2차 세계대전

### 전시
국제 정세의 긴장감이 고조되자, 조선에서는 함정 수주가 크게 증가하여 급성장했다. 한편 1940년에 공장이 해군이 관리하는 공장으로 지정되었고, 1942년에는 핵심 사업장으로, 1944년에는 육군이 관리 공장과 기타 지정을 받으며 전시체제로 들어갔다. 태평양 전쟁으로 인해 함선 공장은 바쁘게 돌아갔다. 이 때문에 잠수함 전용 조선소로 오사카 센난군 多奈川마을 (현재의 미사키정)의 해안을 매립하여 천주 공장을 건설했다. 여기에는 독 3개, 선대 4개, 여비 해안 등이 설치되었다. 이 공장은 1939년에 용지 취득을 시작하여, 1942년 10월 28일에 완성되었다. 그러나 전후 민수로 전환하기에 입지가 좋지 못해서 1949년 6월 30일에 폐쇄되었다.
일본 해군의 요청에 따라 점령지인 네덜란드령 동인도 제도에서 네덜란드 군이 파괴한 공장 설비를 수리하여, 1943년에 자카르타 조선소를 개설했다. 이곳에서는 주로 선박 수리에 집중했다. 1944년에 육군의 의뢰로 자와섬 제2선박 공장도 가동하여 목조 선박을 수리했다.

### 전후
전후에도 계속 함선 건조를 하여 해상자위대의 잠수함의 건조는 미쓰비시 중공업 고베 조선소와 양분하고 있다. 1950년에 철강 부문은 가와사키 제철 주식회사 (현 JFE 스틸)로 독립시키고, 가와사키 중공업은 중공업 부문만 남았다. 1969년에는 경영 기반 강화를 위해 가와사키 중공업과 가와사키 항공기 산업 · 카와사키 차량 3사가 합병하여 신생 가와사키 중공업이 되었다. 또한, 선박 부문은 가와사키 중공업에서 2002년에 분리하여 주식회사 가와사키 조선이 되었다.

## 연표

### 효고 조선소
- 1869년 8월 - 가가번의 관계자가 〈효고 제철소〉(통칭 카슈 제철소)설립.
- 1871년 2월 26일 - 〈벌컨 조선소〉를 인수 공부성 제작 기숙사 〈효고제작소〉를 설치.
- 1872년 - 공부성이 〈효고제철소〉를 인수, 효고제작소와 합병.
- 1873년 4월 14일 -동 가와사키초로 이전
- 1877년 1월 11일 - 효고제작소는 〈효고공작분국〉으로 개칭.
- 1883년 9월 22일 - 효고공작분국은 〈효고조선국〉으로 개칭.
- 1885년 12월 22일 - 효고조선국은 농상무부 공무국 〈효고조선소〉'로 개칭.

### 가와사키 조선소 시대 (1878년 ~ 1939년)
- 1878년 4월 - 가와사키 쇼죠가 ‘가와사키 츠키지 조선소’를 도쿄 츠키지에 개설 (가와사키 조선소 설립).
- 1881년 3월 - ‘가와사키 효고 조선소’를 고베 히가시 쵸에 개설.
- 1886년 5월 19일 - ‘효고 조선소’를 불하받아 〈가와사키 조선소〉로 개칭, ‘가와사키 효고 조선소’를 합병. 9월에 카와사키 츠키지 조선소는 폐쇄.
- 1896년 10월 15일 - 주식회사 〈가와사키 조선소〉를 설립.
- 1902년 11월 - 제1 건조 도크 완성 (2월에는 거의 완성).
- 1906년 4월 5일 - 최초의 일본산 잠수함 · 6 · 7 준공.
- 1906년 9월 - 운하 분공장 설치 (1913년 효고 공장으로 개칭)
- 1907년 11월 19일 통보함 ‘요도’ 준공 (국내 민간 조선소에서 10,000톤 이상의 군함의 제1 호).
- 1912년 11월 - 갠트리 크레인 완성.
- 1915년 4월 19일 - 전함 ‘하루나’ 준공 (전함 ‘키리시마’와 함께 민간 조선소 최초로 전함 건조).
- 1918년 7월 -푸키아이 공장 설치. 효고 공장에 자동차과 비행기과 설치.
- 1918년 10월 7일~ 11월 5일 - 대형 후쿠마루형 화물선 ‘라이후쿠마루’(来福丸)를 30일 세계 최단 기록에서 건조.
- 1919년 4월 10일 - 가와사키 기선 주식회사 설립.
- 1922년 9월 7일 - 비행기부 설치, 비행기부 각무원 분 공장 설치.
- 1927년 4월 21일 - 15개 은행이 임시 휴업 경영 위기에 빠진다.
- 1928년 5월 18일 - 철도 차량과 주조품을 생산하는 효고 공장, 가와사키 차량 주식회사로 분리.
- 1928년 6월 27일 - 본사 공장과 푸키아이 공장을 각각 함선 공장 제鈑工장과 명칭 변경.
- 1931년 7월 20일 - 화해의 제기.
- 1932년 8월 13일 - 고베 구 법원에 화의 개시 결정.
- 1932년 11월 22일 - 화의인가 결정.
- 1937년 11월 18일 - 항공기 부문을 분리 가와사키 항공기 공업 주식회사 설립.

### 카와사키 시대 (1939년 ~)
- 1939년 12월 1일 - 가와사키 중공업 주식회사로 사명 변경.
- 1940년 3월 5일 - 함선 공장이 해군 관리 공장으로 지정.
- 1941년 9월 25일 - 항공모함 ‘瑞鶴’ 준공 (민간 조선소 최초의 항공모함 준공).
- 1942년 4월 17일 - 함선 공장 제강 공장이 중요 사업장 지정 공장이 된다.
- 1942년 5월 1일 - 제102해군 공작부 자카르타 분 공장 개설 해군보다 위탁된다.
- 1942년 10월 28일 - 천주 공장 개설.
- 1943년 3월 10일 - 이호 공장 개설.
- 1943년 12월 28일 - 치타 공장 개설.
- 1944년 1월 17일 - 군수 공장으로 지정.
- 1944년 6월 15일 - 자바 제2 선박 공장 개설 육군보다 위탁을 받는다.
- 1945년 3월 17일 - 제1차 고베 공습
- 1945년 6월 5일 - 제2차 고베 공습
- 1945년 7월 25일 - 천주 공장이 공습을 받는다.
- 1945년 8월 22일 - 무기 생산을 중지.
- 1950년 8월 7일 - 철강 부문을 ‘가와사키 제철 회사’로 분리.
- 1962년 11월 - 갠트리 크레인 해체.
- 1969년 4월 1일 - 가와사키 중공업 · 가와사키 항공기 산업 · 가와사키 차량이 합병.
- 2002년 - 가와사키 중공업에서 선박 부문이 분리되고, 가와사키 조선 주식회사가 발족. 구 가와사키 조선소는 회사 고베 공장이 된다.
- 2010년 - 가와사키 조선은 가와사키 중공업에 흡수되고, 가와사키 중공업 선박 해양 회사 가된다.

## 참고 문헌
- 가와사키 중공업 “꿈을 형태로 가와사키 중공업 주식회사 백년사 1896-1996” 가와사키 중공업, 1997년
- 일본조선학회 《조선의 역사》 제1권 (原書房 1981년 3쇄) ISBN 4-562-00302-2
- 고베 - 고베 항구의 역사
- 고베 축항 자료관 · 전자 자료실 - 고베항의 역사
- 요지 씨의 우리 국악 다방 - 고베의 역사
- 《국산차 100년의 궤적》 (三栄書房 1978년)
- 군용 자동차 입문 광인사　ISBN 4-7698-2267-7
- 기와사키 제철 주식회사 역사 편찬위원회 《가와사키 제철 50년사》 (가와사키제철공사, 2000년)